# TopCoat
株式会社TopCoat（トップコート、英: TopCoat co.,ltd）は、東京都渋谷区に所在する芸能事務所。日本音楽事業者協会正会員。
代表取締役の渡辺万由美は旧渡辺プロダクション創設者である渡辺晋・美佐夫妻の次女であり、2025年現在、持株会社となった渡辺プロダクションの代表取締役社長を兼務している。会社のビジョンとして、良質なエンターテインメントの提供を通じ、日本、そして世界の人々に「大きな感動」「生きる喜び」「あふれる笑顔」を届けていく、と掲げている。

## 沿革
- 1995年 - 会社「株式会社トップコート」を設立。
- 1996年 - 木村佳乃がNHKドラマ『元気をあげる〜救命救急医物語』で主演デビュー。
- 2006年 - 佐々木希がプリンセスPINKYオーディションでグランプリを受賞。
- 2008年 - 木村佳乃がカンヌ国際映画祭のオープニング作品『BLINDNESS』でレッドカーペットを歩く。
- 2009年
  - 松坂桃李が『侍戦隊シンケンジャー』で主演デビュー。
  - 菅田将暉が『仮面ライダーW』で主演デビュー。
- 2011年 - 東日本大震災支援プロジェクト「心はひとつ」を実施。
- 2015年
  - 水上京香がNTV系土曜ドラマ『学校のカイダン』でメジャーデビュー。
  - 松本享恭がTX『ウルトラマンX』でメジャーデビュー。
- 2016年 - 杉野遥亮がNTV系水曜ドラマ『地味にスゴイ! 校閲ガール・河野悦子』でメジャーデビュー。
- 2019年11月5日 - 渡辺万由美社長がNHK『プロフェッショナル仕事の流儀』に出演。
- 2022年6月10日 - 社名を「株式会社TopCoat」に変更[2]。

## 所属タレント

### 本社所属者
アーティスト
- 木村佳乃
- 中村倫也
- 佐々木希
- 杏
- 松坂桃李
- 菅田将暉
- 趣里
- 萩原利久
- 杉野遥亮
- 夏子
- 堀田茜
- 三浦獠太
- 豊田裕大
- 山時聡真
- 中川翼
- 大西利空
- 清野菜名
- 新井美羽
- 藤本洸大
- 近藤華
- 菅井友香
- 松井遥南
- 白本彩奈
- 小芝風花

U-15
- 白鳥玉季
- 泉有乃
- 原田琥之佑

TRAINEE
- 佐々木みゆ

業務提携
- TAKAHIRO
- 伊藤美誠
- 羽生善治
- 別所哲也
- 松任谷由実

### 傘下の事務所所属者
アプティパ
- 寺島しのぶ
- 尾上眞秀

## 過去の所属タレント
- 相葉裕樹
- 青木悠介
- 蒼波純
- 足川結珠
- あすか
- 新井みずか
- 新田真剣佑
- AnJu
- 飯作雄太郎
- 一戸奈美
- 上間凜子
- 江田結香
- 亀田七海
- 工藤晴香
- 紗栄子
- 桜塚やっくん
- 佐藤祐基
- 大東駿介
- 髙木りな
- 田島優成
- 多和田秀弥
- chay
- とよた真帆
- 中沢純子
- 成宮寛貴
- 西田奈津美
- 橋本麗香
- 濵尾咲綺
- 平沼紀久
- 深尾あむ
- 藤枝喜輝
- マーシュ彩
- 松島花
- 松本享恭
- 松本莉緒
- 水上京香
- 宮野陽名
- 山崎あみ
- 山崎雄介
- 山中崇史
- 山本直寛
- 若林拓也
- 尾上菊之助

## 関連プロダクション
- 渡辺プロダクション
- ワタナベエンターテインメント
- イザワオフィス